# Usoa Ostolaza
Usoa Ostolaza Zabala, née le 25 février 1998 à Zarautz est une coureuse cycliste et triathlète espagnole, originaire du Pays Basque.

## Biographie
Usoa Ostolaza a commencé sa carrière sportive en triathlon. En 2019, à l'âge de 19 ans, elle devient vice-championne d'Espagne sur moyenne distance et est considérée comme un talent prometteur pour l'avenir. Cependant, en raison d'une blessure à l'épaule et à la cheville en 2020, elle ne peut plus s'entraîner et décide d'arrêter ce sport. Comme elle ne ressent plus de douleur en faisant du vélo, elle se tourne vers le cyclisme et participe à plusieurs courses sur route pour un club local de sa ville natale.
Pour la saison 2021, elle rejoint l'équipe continentale basque Laboral Kutxa-Fundación Euskadi. Elle n'obtient aucun résultat significatif au cours des deux premières années. À la fin 2021, elle revient au triathlon et devient championne d'Espagne sur moyenne distance. 
En 2023, elle remporte pour la première fois des courses du calendrier national de cyclisme sur route. En 2024, elle prend la deuxième place du Gran Premio Ciudad de Eibar, son premier podium sur une course UCI. Elle se classe ensuite cinquième du Tour d'Andalousie remporté par Mavi García. Au mois de juin, elle décroche sa première victoire dans une course internationale lors de la deuxième étape du Tour féminin international des Pyrénées au col d'Aubisque. Avec ce succès d'étape, elle prend la tête du classement général, qu'elle conserve jusqu'au bout pour offrir la première victoire sur une course par étapes pour son équipe. Une semaine après, elle devient  championne d'Espagne sur route, après avoir distancée la favorite Mavi García dans la montée finale.

## Palmarès

### Par années
- 2023
  - Trofeo Femenino Ayuntamientto Estella Emakumeen V Saria Lizarrako Udala O De Estella
  - Trofeo Residencia Santa Ana de Abanilla
- 2024
  -  Championne d'Espagne sur route
  - Tour féminin international des Pyrénées :
    - Classement général
    - 2e étape

  - 2e du Gran Premio Ciudad de Eibar
- 2025
  - 1re et 4e étapes du Tour du Salvador
  - Tour féminin international des Pyrénées :
    - Classement général
    - 2e étape

  - 2e du Tour du Salvador
  - 2e du championnat d'Espagne du contre-la-montre
  - 3e du championnat d'Espagne sur route

### Résultats sur les grands tours

#### Tour de France
2 participations
- 2024 : 24e
- 2025 : 40e

#### Tour d'Italie
2 participations
- 2024 : 16e
- 2025 : 36e

#### Tour d'Espagne
2 participations
- 2023 : non-partante (5e étape)
- 2025 : 12e

### Classements mondiaux
| Année                                 | 2022  | 2023 | 2024 |
| ------------------------------------- | ----- | ---- | ---- |
| Classement UCI                        | 1155e | 243e | 74e  |
| UCI World Tour                        | nc    | 177e | 142e |
|                                       |       |      |      |
| Légende : nc = non classéSource : UCI |       |      |      |